# Safiya Burkhanova
Safiya Burkhanova, née le 1er décembre 1989 à Tachkent en Ouzbékistan, est une athlète handisport ouzbèke, concourant dans les concours de lancers catégorie F12 pour les athlètes déficients visuels.

## Carrière
Avant de se tourner vers le handisport à cause de sa cécité, elle concoure chez les valides où elle remporte le titre continental en salle lors des Championnats d'Asie en salle 2014.
Aux Jeux paralympiques d'été de 2020, elle remporte la médaille d'or du lancer du poids avec un jet à 14,78 m devançant l'Italienne Assunta Legnante (14,62 m) et la Mexicaine Rebeca Alvarez (13,72 m). Quatre ans auparavant, elle avait été médaillée d'argent sur la même épreuve.

## Palmarès
| Date | Compétition           | Lieu           | Place | Concours | Marque  |
| ---- | --------------------- | -------------- | ----- | -------- | ------- |
| 2016 | Jeux paralympiques    | Rio de Janeiro | 2e    | poids    | 15,05 m |
| 2017 | Championnats du monde | Londres        | 2e    | poids    | 14,76 m |
| 2017 | Championnats du monde | Londres        | 2e    | disque   | 38,17 m |
| 2018 | Jeux paraasiatiques   | Jakarta        | 1re   | poids    | 14,59 m |
| 2018 | Jeux paraasiatiques   | Jakarta        | 2e    | disque   | 38,42 m |
| 2019 | Championnats du monde | Dubaï          | 2e    | poids    | 14,97 m |
| 2021 | Jeux paralympiques    | Tokyo          | 1re   | poids    | 14,78 m |